# Novsko ždrilo
Novsko ždrilo ("De kaken van Novi") is een zeestraat in Kroatië, die de Adriatische Zee verbindt met het Velebitski-kanaal en het Novigradsko meer. De zeestraat is 4 kilometer lang, maximaal 400 meter breed en tot 30 meter diep.
Er zijn twee bruggen om Novsko ždrilo over te steken: de nieuwe Maslenicabrug waarover de A1 loopt en de oude Maslenicabrug waarover de autoweg D8 loopt. De nieuwe brug werd verwoest tijdens de Kroatische Onafhankelijkheidsoorlog. In 1995 was deze brug weer hersteld.

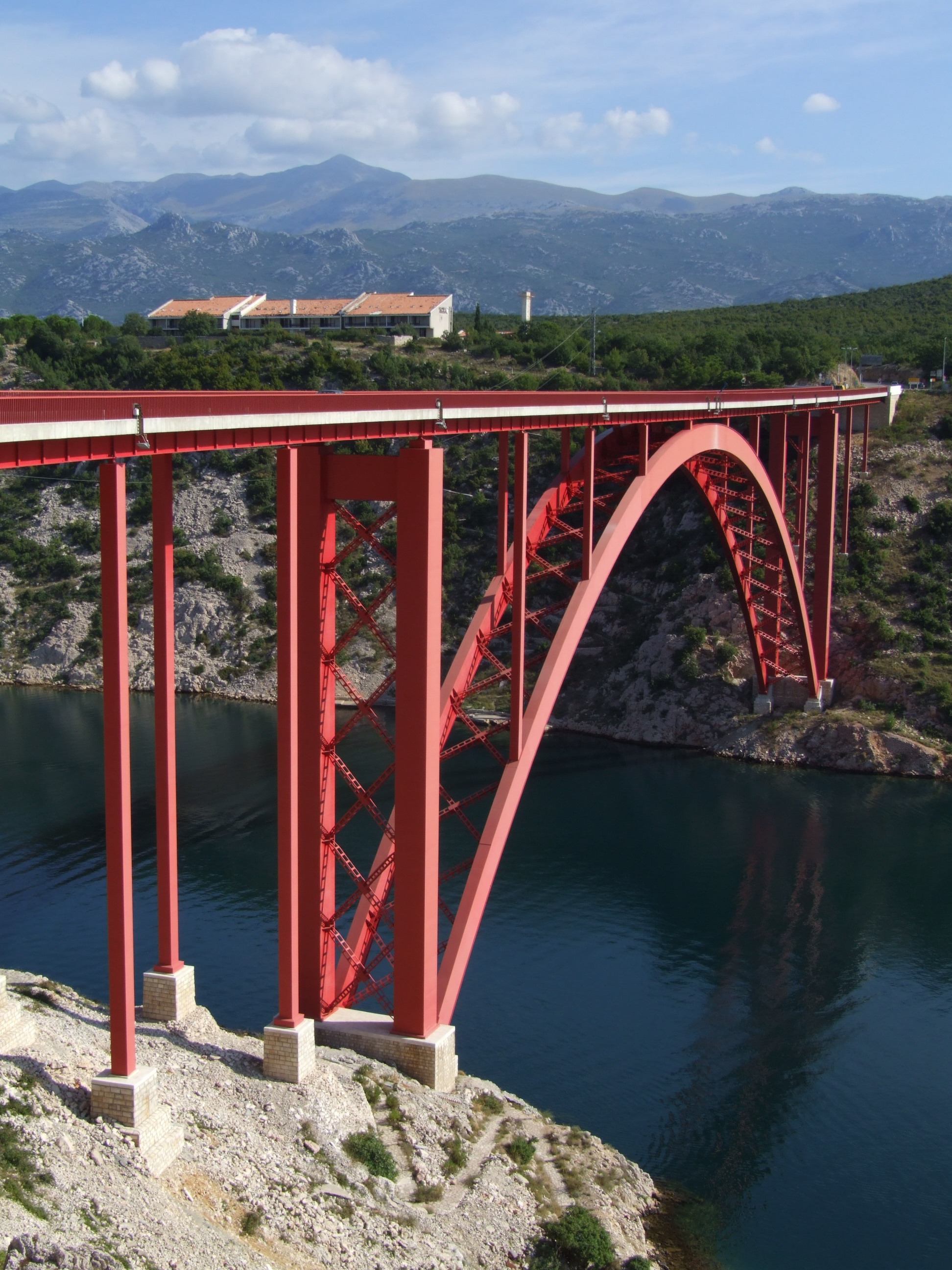
Oude Maslenicabrug